# الدوري السوداني الممتاز 2005
الدوري السوداني الممتاز لكرة القدم 2005 أو دوري كوكاكولا الممتاز لأسباب الرعاية هو موسم من الدوري السوداني الممتاز لكرة القدم. فاز فيه الهلال السوداني.